# Къщата на восъка
„Къщата на восъка“ е американски филм от 2005 година.

## Сюжет
По пътя си към важен футболен мач шестимата главни герои ще се сблъскат със смъртоносна опасност. Карли Джоунс (Елиша Кътбърт) е амбициозно момиче, което планира да се премести в Ню Йорк, а приятелят ѝ Уейд (Джаред Падалеки), който е израснал в провинцията, е изпълнен с колебания относно големия град. Те пътуват заедно с Пейдж Едуардс (Парис Хилтън), която е бременна от приятеля си Блейк (Робърт Ричард), но още не му е казала, „злия брат-близнак“ на Карли- Ник (Чад Майкъл Мъри) и досадния му приятел Делтън (Джон Ейбрахамс). Групата се озовава в опустялото градче Амроуз, известно единствено със своята „Къща на восъка“. След като разбират защо восъчните фигури в музея са толкова реалистични, младежите се опитват да се измъкнат от там преди да се превърнат в експонати.

## Бокс офис
Първоначално филмът се излъчва в 3111 кина и само за първите три дни печели 12 милиона долара. Цялостната печалба от прожекциите в световен мащаб е 68 766 121 долара, от които 46,6% са от американските киносалони. Допълнителните доходи от видеокасетки и DVD надхвърлят 42 милиона.

## Награди
- На наградите Златна малинка 2006 Парис Хилтън получава приз „Най-лоша поддържаща актриса“ за въплъщението си в ролята на Пейдж Едуардс.
- На Teen Choice Awards филмът печели в три от общо седемте категории, в които е номиниран- „Филмов актьор“ (Чад Майкъл Мъри), „Най-добър писък във филм“ (Парис Хилтън) и „Най-добър трилър“.